# Sekunden entscheiden

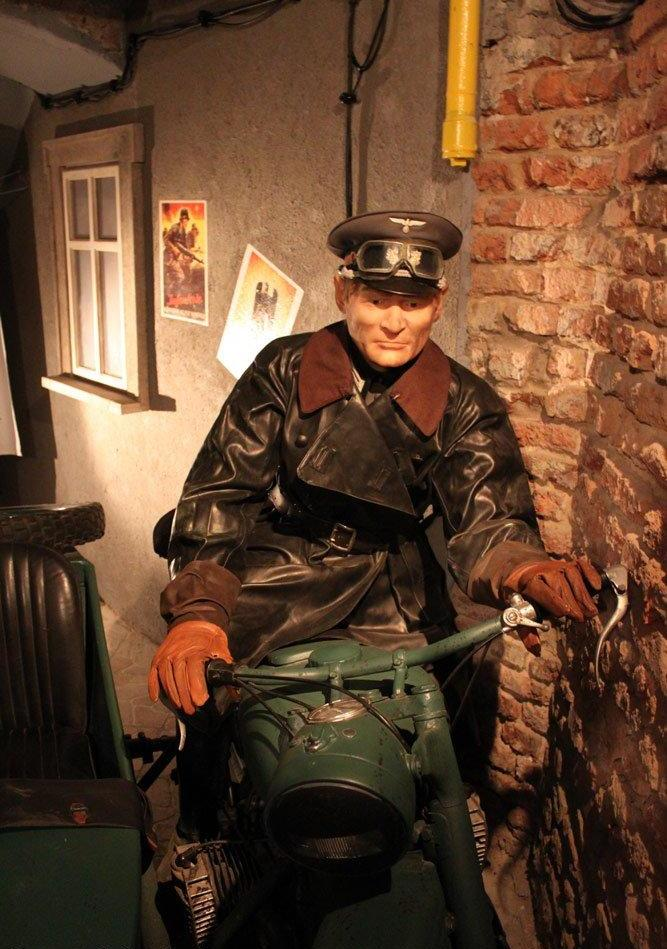
Figur von Hans Kloss im Hans-Kloss-Museum in Katowice

Sekunden entscheiden (Originaltitel: Stawka większa niż życie – Der Einsatz ist größer als das Leben) ist eine polnische Fernsehserie.

## Handlung
Im Mittelpunkt dieser Serie steht der polnische Agent Stanisław Kolicki, der während des Zweiten Weltkriegs den Platz seines Doppelgängers Oberleutnant Hans Kloss in den Reihen der deutschen Abwehr einnimmt. Während er ständig von Enttarnung bedroht ist, sammelt er unter dem Pseudonym J-23 wichtige Informationen über die Absichten des Feindes.

## Sonstiges
In Folge 13 der Serie Vier Panzersoldaten und ein Hund bekommen die Helden einen lebenswichtigen Tipp von J-23.
Hier wurden zwei polnische Serien miteinander verknüpft. Allerdings wurde diese Rolle in Vier Panzersoldaten und ein Hund nicht von Stanisław Mikulski gespielt.

## Episoden
- Folge 1 – Ich weiß, wer du bist
- Folge 2 – Hotel Excelsior
- Folge 3 – Streng geheim
- Folge 4 – Café Rose
- Folge 5 – Die letzte Chance
- Folge 6 – Das eiserne Kreuz
- Folge 7 – Doppeltes Risiko
- Folge 8 – Gewagtes Spiel
- Folge 9 – Ein verwegener Plan
- Folge 10 – Verrat *
- Folge 11 – Parole
- Folge 12 – Dreifacher Salto
- Folge 13 – Ohne Anweisung
- Folge 14 – Edith
- Folge 15 – Der Kreis schließt sich
- Folge 16 – Aktion Eichenblatt
- Folge 17 – Geheimnis am See
- Folge 18 – Gruppenführer Wolf wird gesucht

## Besetzung
- Stanisław Mikulski – Stanisław Kolicki / Hans Kloss
- Emil Karewicz – Sturmbannführer Hermann Brunner
- Bronislaw Pawlik – Antiquitätenhändler
- Seweryn Butrym – General Wiehringer
- Janina Boronska – Funkerin
- Tadeusz Schmidt – Major Horst
- Jan Englert – Tadek
- Mieczysław Stoor – Sturmführer Stedtke

## Adaption als Spielfilm
- Hans Kloss – Spion zwischen den Fronten (Polen 2012)[1]